# 예수의 연대학

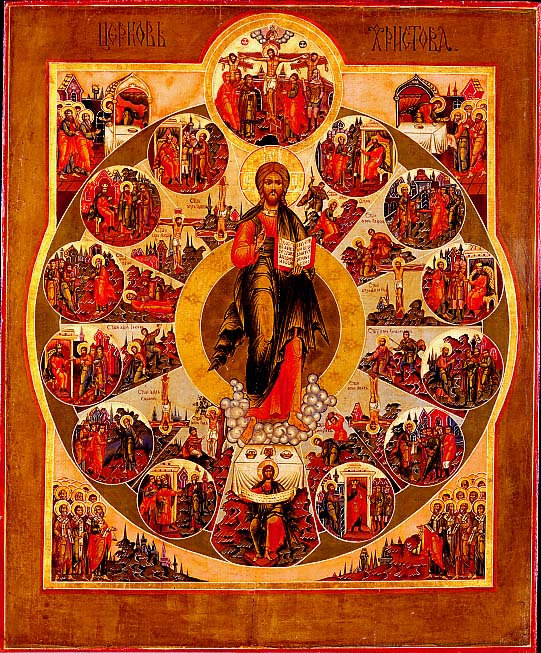
그리스도의 삶을 묘사한 중세 러시아 이콘

예수의 연대학은 예수의 삶에서 역사적 사건에 대한 연표를 구축하는 것을 목표로 한다. 기독교 복음은 주로 역사적 연대학보다는 신학 문서에 가깝다. 그러나, 예수의 삶의 주요 사건에 대한 날짜 범위를 추정하기 위해 신약 판본을 가진 유대인과 그리스-로마 문서의 상관 관계를 볼 수 있다.

## 같이 보기
역사성과 연대학
- 예수의 세례
- 기독교의 연표
- 역사적 예수
- 신약 속 예수의 삶
- 예수의 묘사